# 津島市立高台寺小学校
津島市立高台寺小学校（つしましりつ こうだいじしょうがっこう）は、愛知県津島市神尾町にある公立小学校。

## 校区
- 津島市南部（旧・神守村）の小学校であり、校区は百町、金柳町、白浜町、神尾町、高台寺町、大坪町である。公立中学校へ進む場合は津島市立神守中学校へ進学する[1]。

## 沿革
- 1873年（明治6年）10月 - 海東郡百町村に義校が開校。皆随寺[注釈 1]を仮校舎とする。百町村、白浜村、高台寺村の児童が通学する。
- 1874年（明治7年） - 海東郡第三十五番小学開祚学校に改称する。
- 1878年（明治11年）4月 - 高台寺村が開祚学校から離脱、神尾村、金柳村が須成学校から離脱、大坪村が桂学校から離脱する。神尾村、金柳村、高台寺村、大坪村の四か村が組合を設立し、海東郡第七学区小学神尾学校を開校する。
- 1887年（明治20年）4月 - 開祚学校が廃校となる。海東郡第七学区小学神尾学校は神尾村、金柳村、高台寺村、大坪村、白浜村、百町村、莪原村の七か村の組合学校となり、尋常小神尾学校に改称する。
- 1888年（明治21年）4月 - 百町村に百町分教場を設置する。
- 1889年（明治22年）10月1日 - 
  - 百町村、白浜村、高台寺村が合併し、百高村となる。
  - 神尾村、金柳村、莪原村、大坪村が合併し、益和村となる。
- 1892年（明治25年）
  - 4月 - 神尾尋常小学校に改称する。
  - 12月 - 百町分教場が百町尋常小学校として独立する。百高村の一部（白浜。高台寺）を校区とする白高尋常小学校を分離する。
- 1893年（明治26年）4月 - 神尾尋常小学校が益和尋常小学校に改称する。
- 1906年（明治39年）7月1日 - 神守村、百高村、益和村、越治村、野間村が合併し、神守村となる。
- 1907年（明治40年） - 益和尋常小学校、白高尋常小学校、百町尋常小学校を統合し、高台寺尋常小学校となる。統合校舎は無く、旧・益和尋常小学校を益和仮教場、白高尋常小学校を白高仮教場、百町尋常小学校を百町仮教場として授業を行う。
- 1909年（明治42年）4月 - 百町仮教場を廃止する。児童は白高仮教場に収容する。
- 1911年（明治44年）
  - 1月 - 統合校舎が完成する。
  - 12月 - 校舎を増築する。仮教場を廃止する。
- 1941年（昭和16年）4月1日 - 高台寺国民学校に改称する。
- 1947年（昭和22年）4月1日 - 神守村立高台寺小学校に改称する。
- 1955年（昭和30年）1月1日 - 神守村が津島市に編入される。同時に津島市立高台寺小学校に改称する。
- 1959年（昭和34年）
  - 9月26日 - 伊勢湾台風により床下浸水の被害を受け、休校となる。
  - 10月5日 - 授業を再開する。被害が甚大であった津島市立神島田小学校の児童の一部を収容する（12月まで）。
- 1972年（昭和47年） - 現在地への移転が決まる。
- 1973年（昭和48年）8月 - 現在の校地にプールが完成する。
- 1978年（昭和53年）3月 - 現在地に新校舎（鉄筋コンクリート造）が完成する。
- 1981年（昭和56年）2月 - 校舎を増築する。
- 1984年（昭和59年）2月 - 体育館が完成する。
- 2000年（平成12年）2月 - 校舎を増築する。

## 交通アクセス
- 名鉄バス岩塚線「高台寺」バス停より徒歩約5分。

名鉄バスセンターより【54系統】「津島駅」行（地下鉄岩塚）経由）。
津島駅より【54系統】「名鉄バスセンター」行（地下鉄岩塚）経由）。
津島駅より【55系統】「大坪」行（津島市民病院前）経由）。

## 周辺施設
- 津島市立神守中学校
- 津島市立神島田小学校
- あま市立伊福小学校
- 蟹江町立須西小学校
- 蟹江町立蟹江北中学校
- 地方卸売市場名古屋西流通センター
- 東名阪自動車道蟹江IC